# Lissonota laticincta
Lissonota laticincta là một loài tò vò trong họ Ichneumonidae.